# Koefa
Koefa of Kufa (Arabisch: الكوفة, al-Kūfa) is een stad in Irak, ongeveer 150 km ten zuiden van Bagdad en ongeveer 10 km ten noordoosten van Najaf. Het is gelegen aan de Eufraat. In 2003 was de bevolking naar schatting 110.000 personen.
Samen met Karbala en Najaf is Koefa een van de drie Iraakse steden die belangrijk zijn voor sjiitische moslims. De stad was tijdelijk de hoofdstad onder Ali ibn Abu Talib, beter bekend als Imam Ali.
In Koefa is een typische sjiitische moskee gebouwd over de graftombes van Moslim ibn Aqil en Hani ibn Arwa. Naast de moskee ligt het enorme paleis van Ali ibn Abu Talib, dat beschermd wordt door een vier meter dikke muur.

## Geschiedenis
Koefa is in 638 gesticht als garnizoensplaats door Arabische legers die tegen de Sassaniden vochten. Ali ibn Aboe Talib verplaatste zijn hoofdstad naar Koefa en bereidde er een slag voor met generaal Moe'awija uit Damascus. Deze was een Arabier van de clan van de Omajjaden, een rivaliserende clan van Ali's Hasjemieten.
Nog voor het tot een slag kwam werd Ali gedood door een kharijiet terwijl hij aan het bidden was. Hij werd begraven in het nabijgelegen Najaf. Hierna werd Moe'awija kalief, maar de sjiieten erkenden zijn zoon Hassan als nieuwe leider. Deze stierf al snel (mogelijk vermoord) en werd opgevolgd door zijn broer Hoessein.
In 749 werd de stad veroverd door de Abbasiden, die er een tijdelijke hoofdstad vestigden, terwijl Bagdad werd gebouwd. Gedurende deze periode waren in Koefa diverse belangrijke religieuze scholen. In Koefa is het koefisch schrift van de Arabische taal ontstaan, dat vierkante en hoekige letters heeft. Ook op Koefische munten kwam dit schrift voor.
In de 11e eeuw kwam Koefa onder voortdurende aanvallen en verloor de stad zijn invloed.

### Irakoorlog
In de Irakoorlog was Koefa in de zomer van 2004 enkele maanden onder het feitelijke bestuur van het Mahdi-leger van Moqtada al-Sadr, terwijl de Amerikaanse en Iraakse legertroepen dit leger bestreden. Op 26 augustus werd de moskee beschoten met mortieren en kwamen tientalen mensen om. Na bemiddeling gaf het Mahdi-leger de moskee aan de volgelingen van ayatollah Ali al-Sistani, maar het Mahdi-leger bleef in 2005 vele sjiitische steden in handen houden, zoals Koefa, Najaf en Karbala.

## Geboren
- Abu Hanifa (699-767), een van de belangrijkste imams van de Islam
- Al-Kindi (801-873), filosoof, wiskundige, astroloog, fysicus, musicus, scheikundige en wetenschapper

## Overleden
- Ali ibn Aboe Talib (598-661), neef en schoonzoon van de islamitische profeet Mohammed